# متحف موتر
متحف موتر هو متحف طبي يقع في وسط مدينة فيلاديلفيا، بنسلفانيا. يحتوي المتحف على مجموعات من غرائب الطب، عينات تشريحية وباثولوجية، تماثيل من الشمع وأدوات طبية عتيقة.يعتبر المتحف جزءًا منكلية الأطباء بفلاديلفيا.وقد كان الهدف الأصلي من جمع تلك الغرائب -والتي تبرع بها توماس دينت موتر في عام 1858م- هوالبحث الطبي والتعليم.يكلف دخول المتحف 15$

## مقتنيات المتحف
يحتوي المتحف على مجموعة هيرتل للجماجم الآدمية، وتمثال من الشمع لسيدة ينبت من جبينها قرن، والعديد من التماثيل التي تجسد حالات مرضية بالرأس.يحتوي أيضًا على أطول هيكل عظمي بأميريكا الشمالية، وقولون يصل طوله إلى 9 أقدام ويحوي 40 رطلًا من الغائط والذي تم استخراجه من جثة رجل كان يظهر في عرض تمثيلي بعنوان (الرجل البالون), وجثة امرأة تحولت إلى مادة صابونية بعد موتها فيما يعرف بعملية التصبّن.كما يُعرض العديد من التماثيل الشمعية من القرن الـ 19 والكثير من الأعضاء المحفوظة.
تشتمل المتحف أيضًا على:
- مجموعات من عينات المسوخ الآدمية المُتبرع بها من أجل العلم.
- ورم خبيث مُستأصل من الفك العلوي للرئيس جوفر كلفلاند.
- الكبد المشتركة بين التوأم الملتصق (شانج وإنج بانكر).
- جزء من نسيج صدر الممثل جون ويلكيس والذي قام باغتيال الرئيس ابراهام لينكولن.
- شرائح من مخ البيرت اينشتاين
- جزء من مخ شارلز ج. جيتو ولاذي قام باعتقال الرئيس الأميريكي جيمس أ. جارفيلد
- مجموعة الأجسام الغريبة التي استخرجها الطبيب شيفيلار جاكسون من أجسام المرضى باستخدام المنظار
- الهيكل العظمي لهاري ريموند استلاك والمصاب بخلل التنسج الليفي المعظم المترقي

## جريتشن وردن
تعتبر جريتشن وردن (1947-2004)  أكثر شخص ارتباطًا بمتحف موتر.انضمت جريتش لفريق عمل المتحف في 1975 كمساعدة، ثم أصبحت أمينة المتحف في عام 1982 ثم مديرته عام 1988.
تكرر ظهور وردن في العرض المتأخر مع ديفيد ليترمان. ولقد ساهمت جريتشن في إقامة العديد من المشاريع بمتحف موتر، ومن ضمنها كتاب متحف موتر، وفي عهد جريتشن ارتفع تعداد الزيارات للمتحف من بضع مئات إلى 60.000 زائر سنويًا.بعد وفاتها قام متحف موتر بافتتاح صالة عرض في ذكراها.وفي مقال نُشر في صحيفة «نيويورك تايمز» عن افتتاح صالة العرض في 30 سبتمبر 2005 ووصف غرفة جريتشن وردن.
| متحف موتر | هناك الجرار التي تحتوي كلى وكبد آدمية محفوظة, جمجمة آدمي متآكلة بسبب الزهري من الدرجة الثالثة وكأنها صخرة مسحوقة.هناك أيدي مقطوعة ومجففة تلمع وكأنها خشب شجر,وتظهر فيها الأوردة بوضوح كأنها الأوراق.يوجد مبيض في حجم كرة القدم.هياكل عظمية وسيقان ملتوية بسبب مرض الكساح.إنه لمن المؤلم مجرد النظر!.يوجد هيكل عظمي لقزم جنبا إلى جنب ذلك العملاق الذي يصل طوله إلى 7 أقدام ونصف.وجسم ذلك الطفل برأسين (جيم وجوي)المصبوغ بالأخضر والذي يسبح في مادة الفورمالهايد | متحف موتر |

على الرغم مما عُرف عن وردن من استخدام روح الدعابة وأسلوب الصدمة لنشر البهجة في أرجاء المتحف، إلا أنها كانت تبدي شديد الاحترام لمقتنيات المتحف وفي كتاب " متحف موتر: التابع لكلية الأطباء بفلاديلفيا"كتبت وردن "بينما تبدو هذه الأجسام قبيحة الشكل، فإن الأرواح التي تحملت كل هذه الآلام تتسم بجمال أخاذ